# فرودگاه نواتاک
 فرودگاه نواتاک (به انگلیسی: Noatak Airport) یک فرودگاه همگانی با کد یاتا WTK است که یک باند فرود شن دارد و طول باند آن ۱۲۱۹ متر است. این فرودگاه در کشور ایالات متحده آمریکا قرار دارد و در ارتفاع ۲۷ متری از سطح دریا واقع شده است.